# ماكس غينز
ماكس غينز (بالإنجليزية: Max Gaines)‏ هو ناشر أمريكي، ولد في 21 سبتمبر 1894 في نيويورك في الولايات المتحدة، وتوفي في 20 أغسطس 1947 في ليك بلاسيد في الولايات المتحدة.